# Syrische presidentsverkiezingen 2014
Op 3 juni 2014 werden in Syrië presidentsverkiezingen gehouden. De president wordt gekozen voor een termijn van 7 jaar. De nieuwe grondwet, die is aangenomen na een referendum in 2012, maakt het mogelijk dat meerdere kandidaten kunnen meedoen aan presidentsverkiezingen.
Als gevolg van de oorlog in Syrië hebben veel burgers moeten vluchten. In Libanon, dat 1 miljoen Syrische vluchtelingen herbergt, ontstonden daardoor files in het verkeer toen de vluchtelingen wilden gaan stemmen. België, Canada, Egypte, Frankrijk, Duitsland, Saoedi-Arabië, Turkije, Verenigde Arabische Emiraten en de Verenigde Staten lieten niet toe dat er verkiezingen werden georganiseerd in de Syrische ambassade.

In Algerije, Argentinië, Armenië, Oostenrijk, Wit-Rusland, Brazilië, China, Cuba, Cyprus, Tsjechië, Mauritanië, Maleisië, Nigeria, Libanon, Oman, Indonesië, Soedan, Japan, Jordanië, Pakistan, Polen, Roemenië, Rusland, India, Iran, Irak, Zuid-Afrika, Spanje, Servië, Zweden, Oekraïne, Venezuela en Jemen kon er wel gestemd worden.
Rebellen hadden gezegd dat ze de verkiezingen op alle mogelijke manieren, met inbegrip van beschieten van stembureaus en het bombarderen van gebied dat in handen is van de overheid, gingen verstoren. Er vielen daardoor meer dan 50 doden.

## Resultaten
Er waren waarnemers uit 30 landen, waaronder Bolivia, Brazilië, Ecuador, Venezuela, Zuid-Afrika, Nicaragua, Cuba, India, Irak, Iran en Rusland, volgens hen waren de verkiezingen "vrij, eerlijk en transparant".
|                                 | Bashar al-Assad                 | Ba'ath-partij                   | 10.319.723 | 88,7  |
|                                 | Hassan al-Nouri                 | NIACS                           | 500.279    | 4,3   |
|                                 | Maher Hajjar                    | Onafhankelijk                   | 372.301    | 3,2   |
| Ongeldige/blanco stemmen        | Ongeldige/blanco stemmen        | Ongeldige/blanco stemmen        | 442.108    | 3,8   |
| Totaal                          | Totaal                          | Totaal                          | 11.634.412 | 100   |
| Geregistreerde stemmers/opkomst | Geregistreerde stemmers/opkomst | Geregistreerde stemmers/opkomst | 15.845.575 | 73,42 |
| Bron: SANA, SANA                |                                 |                                 |            |       |